# Ramaria eosanguinea
Ramaria eosanguinea är en svampart som beskrevs av R.H. Petersen 1976. Enligt Catalogue of Life ingår Ramaria eosanguinea i släktet Ramaria,  och familjen Gomphaceae, men enligt Dyntaxa är tillhörigheten istället släktet Ramaria,  och familjen Ramariaceae. Arten är reproducerande i Sverige. Inga underarter finns listade i Catalogue of Life.